# Lammkrone

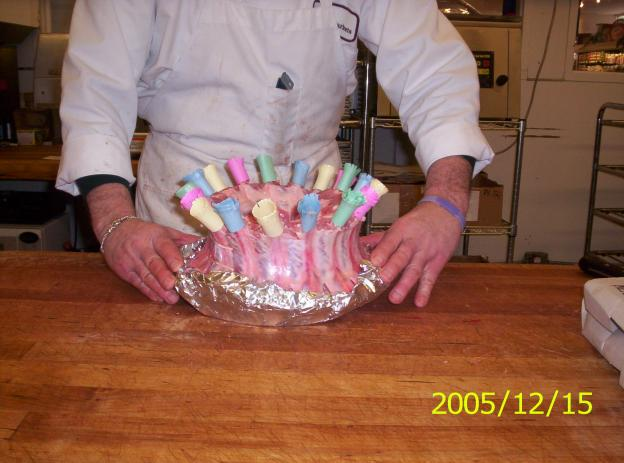
Lammkrone

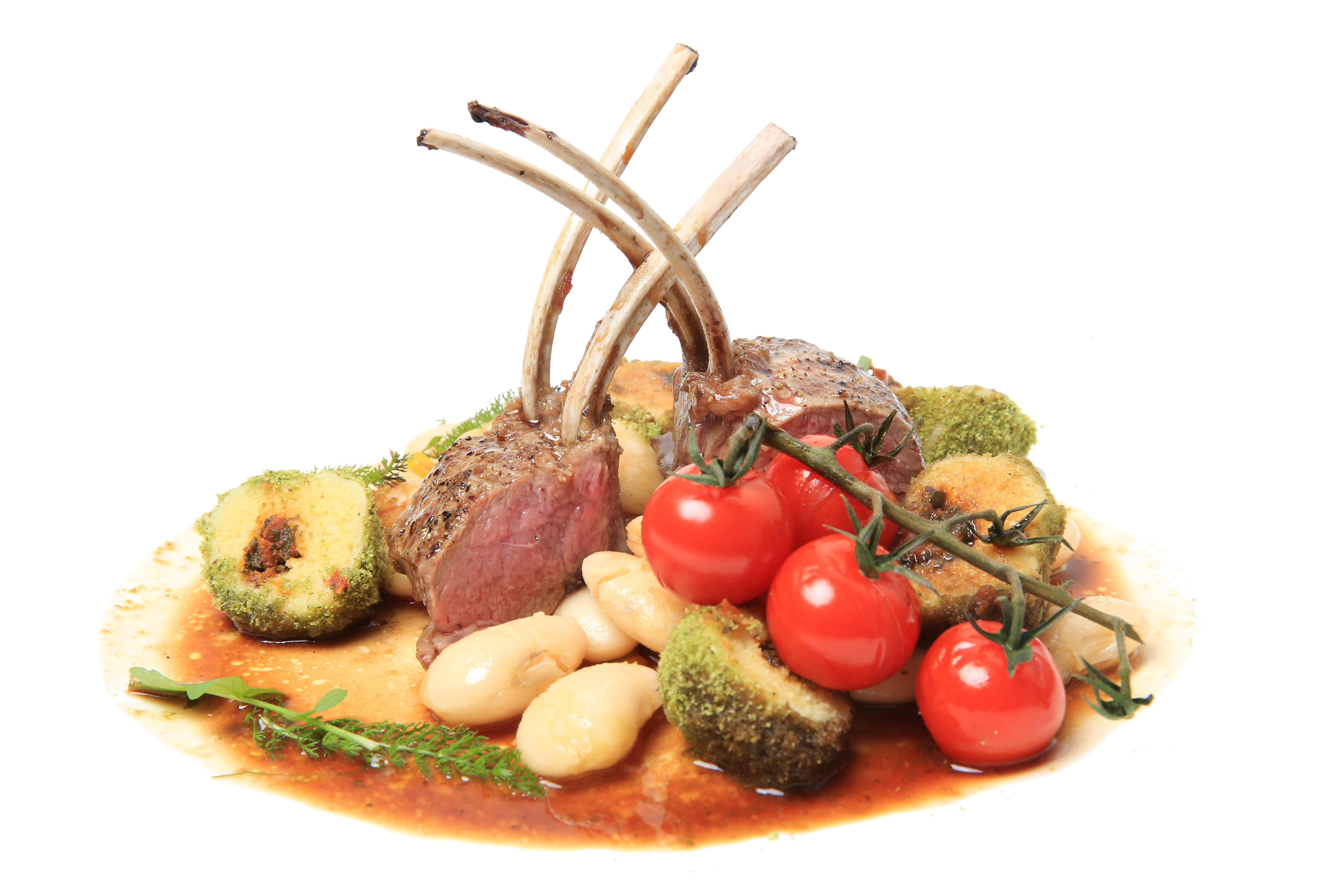
Auch arrangierte Lammkoteletts können eine Krone bilden

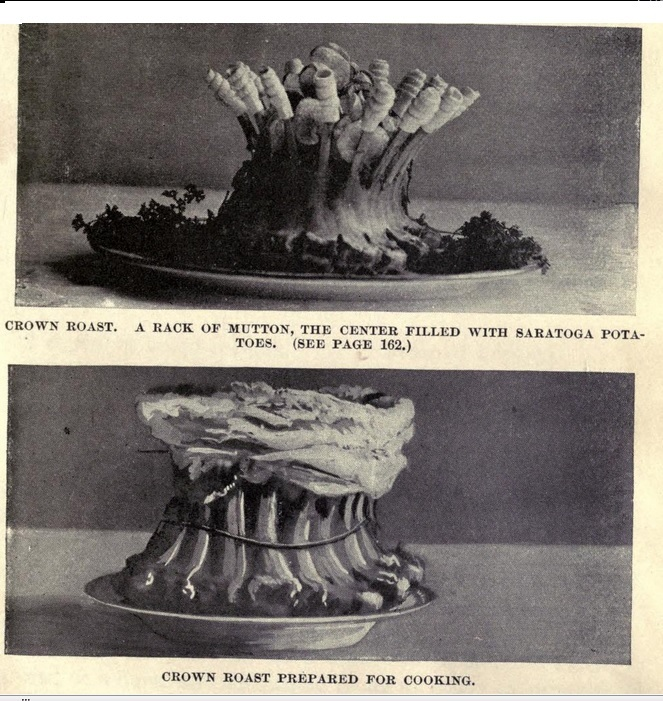
Krone aus Lamm- oder Hammelfleisch (um 1890)

Eine Lammkrone besteht aus Lammkarrees, die kreisförmig zu einer Krone (Kronenbraten) zusammengebunden werden, dabei zeigen die Rippenknochen nach außen und die Fleischseite nach innen. Diese Zubereitungsart ist in vielen Ländern der Welt bekannt (franz. couronne d’agneau, engl. roast crown of lamb, arabisch: kharoff). Die Lammkrone wird mit verschiedenen Füllungen serviert, die entweder vor oder nach dem Braten eingefüllt werden. 
Zuweilen werden auch Rücken an Rücken angelehnte Lammkoteletts als Krone bezeichnet.

## Zubereitung
Der Lammrücken wird längs mittig durch die Wirbelsäule durchgesägt, Rückgrat und Feder rausgeschlagen, die Fettschicht entfernt, die Rippenhaut eingeschnitten, dann beide Hälften (die Karrees) zu einem Halbkreis gebogen und mit Küchengarn zu einer Krone gebunden. Hierfür werden die Karrees an den kurzen Seiten mit möglichst wenigen Stichen zusammengenäht, indem man Küchengarn mit einer Dressiernadel durch das Lammfleisch zieht und verknotet.
Vor dem Braten wird die Krone mit Gewürzen eingerieben. Die Lammkrone kann im Backofen oder im geschlossenen Grillgerät gegart werden. Füllungen, die vor dem Braten eingefüllt werden, verlängern die Garzeit.
Serviert wird z. B. mit Kartoffeln, Kartoffelpüree oder grünen Bohnen, die nach dem Braten in die Krone gefüllt werden, Jus wird (teils gebunden) apart serviert.
Gefüllte Lammkrone ist ein Festessen in arabischen Ländern. Typische Gewürze sind Ingwer, Zimtpulver, Nelken und Kardamom. Die vorbereitete Krone wird mit (halb-)garem Reis, Rosinen, gehackten Mandeln gefüllt und zusammen mit Lammfleisch aus der Keule im Backofen gebraten. Gekochte Eier werden entweder in die Krone gefüllt oder damit dekoriert. Der Bratfond wird zur Soße verarbeitet (für den westlichen Geschmack kann Cognac und Rotwein dazu verwendet werden) und separat serviert. Die Lammkarrees werden manchmal vor dem Braten mit Knoblauch eingerieben bis zu zwei Tage ziehen gelassen.

## Ähnliche Zubereitungen
Zwei gebratene Lammkarrees, die mit sich kreuzenden Rippenknochen aufgestellt werden, nennt man auf Englisch guard of honour (Ehrengarde).
Eine Krone kann auch aus entfettetem Hammelfleisch zubereitet werden.